# Războiul de Devoluțiune
Războiul de devoluțiune (1667-1668) a fost  un conflict militar între Franța și Spania, prin care acestea și-au disputat Țările de Jos Spaniole. Ludovic al XIV-lea al Franței a început războiul sub pretext că obiceiul delegării, prin care fiicele din prima căsătorie erau preferate fiilor din căsătoriile ulterioare la moștenirea proprietăților, ar trebui să se aplice și la suveranitatea teritorială. Aceasta ar fi însemnat că soția sa, Maria Tereza, ar fi trebuit să fie succesoarea tatălui său, Filip al IV-lea, în Țările de Jos Spaniole. Armata franceză a intrat în Flandra în mai 1667 și a cucerit rapid un număr de orașe. La Aix-la-Chapelle a fost încheiată o pace prin care Franța renunța la Franche-Comté, dar păstra orașele cucerite din Flandra.

## Cauzele războiului

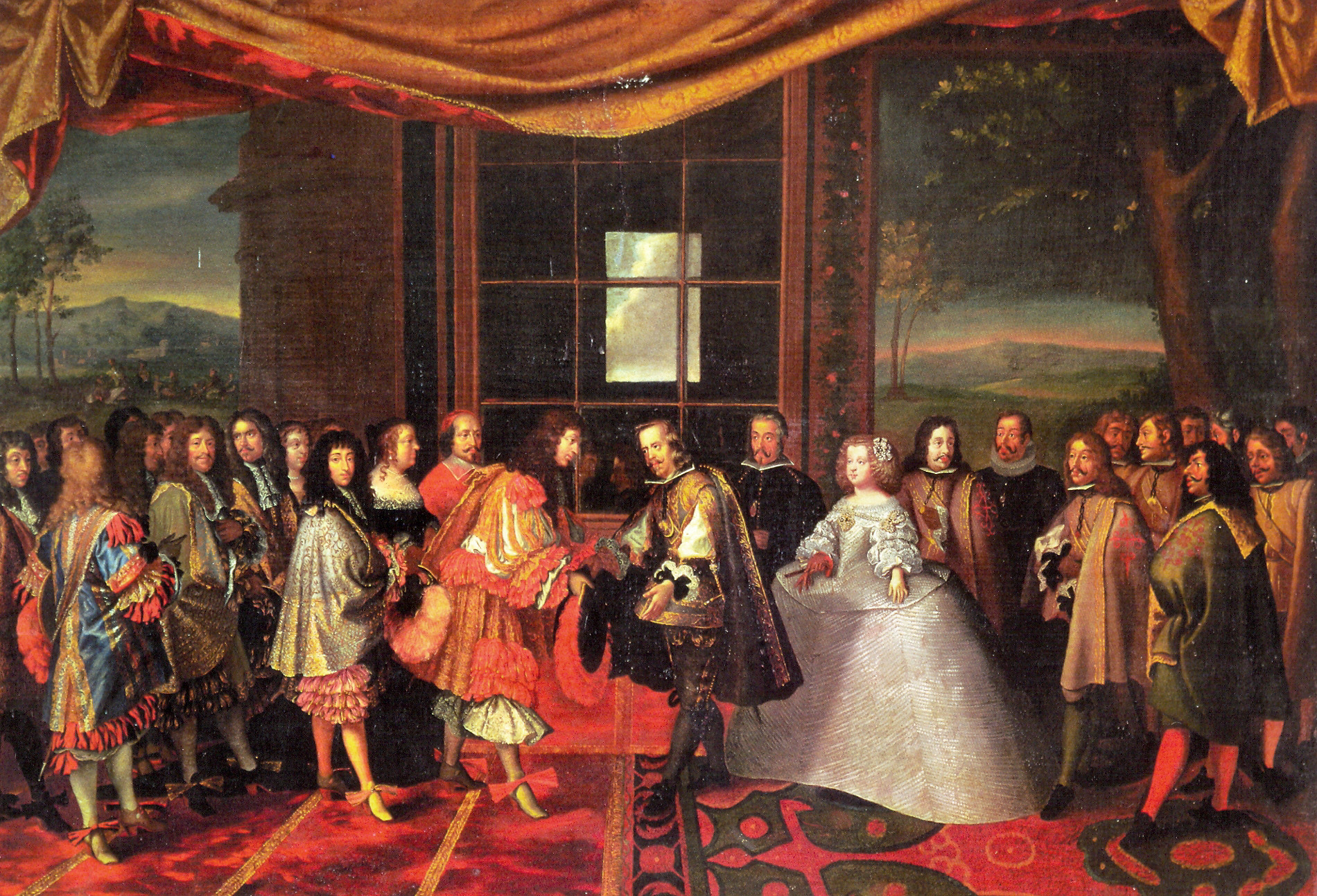
Întâlnirea dintre Filip al IV-lea și Ludovic al XIV-lea pe Insula Fazanilor. În spatele lui Filip se vede fiica sa Maria Tereza

În 1659 Franța și Spania pun capăt războiului franco-spaniol (1635-1659) prin Tratatul de la Pirinei. În urma acestui tratat este aranjată căsătoria lui Ludovic al XIV-lea cu fiica regelui Spaniei Filip al IV-lea, Maria Tereza. Înaintea căsătoriei sale aceasta renunță la dreptul asupra tronului Spaniei în schimbul unei dote de 500000 de scuzi ce trebuia să o primească în ziua căsătoriei. Cu toate acestea zestrea  infantei nu a fost plătită.
Pe 17 septembrie 1765 Filip al IV-lea moare lăsând moștenire tronul Spaniei fiului său de patru ani Carol al II-lea. Acesta, de constituție bolnăvicioasă și firav, provenea din cea de-a doua căsătorie a suveranului spaniol. Astfel curțile europene sunt convinse că acest copil va muri curând: problema succesiunii spaniole este deschisă.
Anticipând acest eveniment, Leopold I și Ludovic al XIV-lea, amândoi ginerii defunctului rege, semnează în secret un tratat de partiție în 1668 la Viena.
Astfel la scurt timp după moartea lui Filip al IV-lea, avocații tânărului Ludovic al XIV-lea justifică revendicările monarhului francez la tronul Spaniei în baza unor legi antice din Brabant, prin care Țările de Jos Spaniole trebuiau să fie ereditate (ius devolutionis) doar de copiii din prima căsătorie a suveranului, adică de Maria Tereza, unica supraviețuitoare. În baza acestui amendament copiii din prima căsătorie erau moștenitorii legitimi în detrimentul celor din cea de-a doua căsătorie - în acest caz Carol al II-lea. Johan de Witt încearcă să prevină războiul oferindu-i lui Ludovic al XIV-lea Douai, Cambrai, Aire-sur-la-Lys, Cambrai, Saint-Omer, Bergues, Veurne și Ducatul Luxemburgului, cu condiția ca Maria Tereza să renunțe la orice pretenție asupra tronului Spaniei. Ludovic al XIV-lea nu acceptă și astfel izbucnește războiul.

## Pregătirile politice

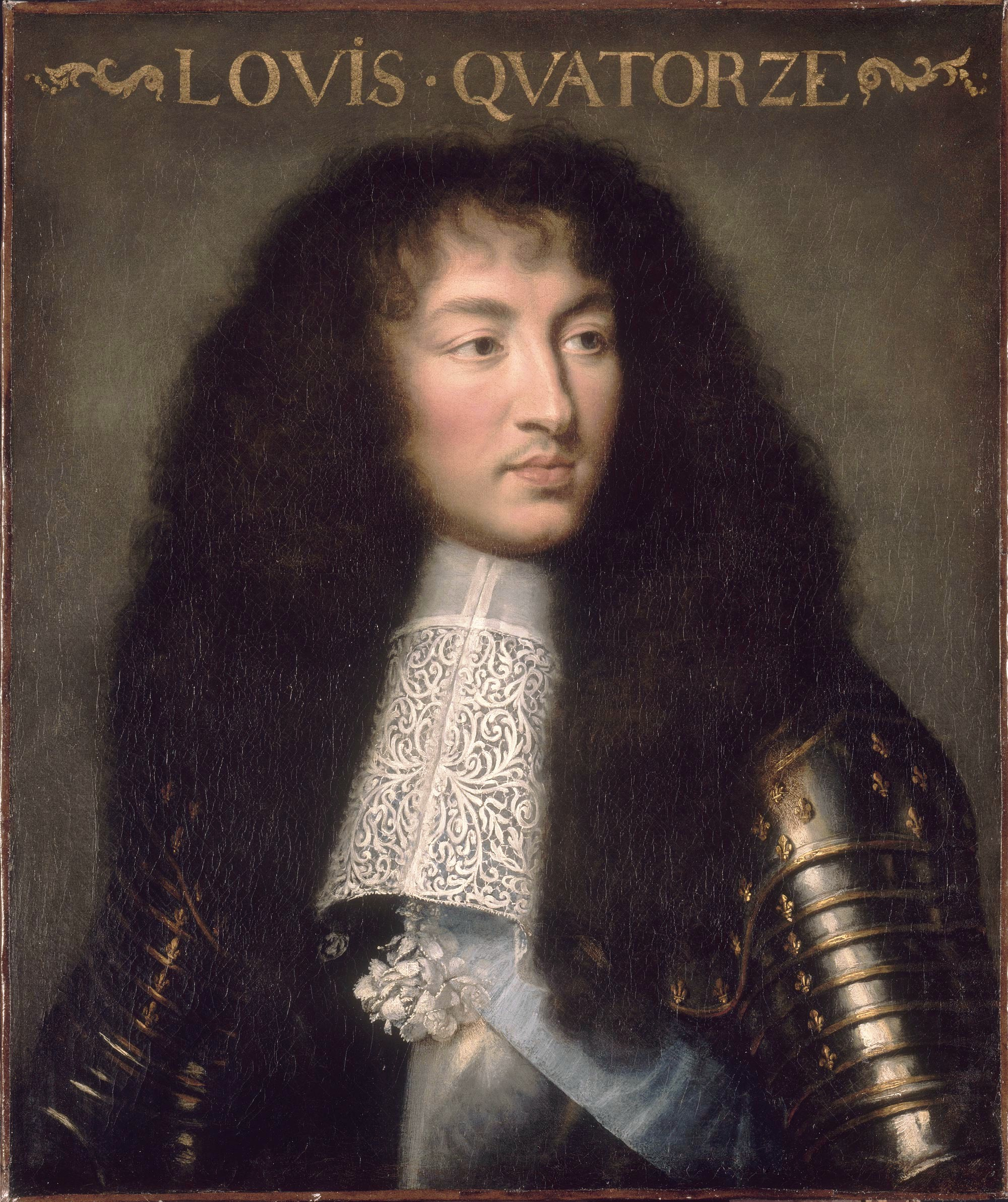
Ludovic al XIV-lea al Franţei

În 1667 situația politică externă este foarte favorabilă Franței. Spania se află de câțiva ani în război cu Portugalia și a suferit o serie de înfrângeri care au redus potențialul militar al Spaniei. Franța sprijinise Portugalia, sprijin ce a condus cele două state să încheie o alianță pe 31 martie 1667. În urma acestui tratat Spania era nevoită să recunoască independența fostei sale provincii Portugalia și renunța la orice încercare de a o cucerii și reanexa. Franța sprijinise din 1660 Provinciile Unite în recentul război de restaurare dintre Portugalia și Spania și semnase o alianță în 1662. Ludovic al XIV-lea, nerăbdător să obțină sprijinul Provinciilor Unite pentru cucerirea Țărilor de Jos Spaniole începe negocierile. În acest moment Provinciile Unite se află în război cu Anglia (Al Doilea Război Anglo-Olandez), iar Statele Generale se tem de o alianță franco-engleză în cazul în care nu acceptă oferta franceză. Johan de Witt propune ca Țările de Jos Spaniole să fie împărțite mutual între Franța și Provinciile Unite. Aceste planuri au fost dezbătute în 1663. Dar pretențiile lui Ludovic al XIV-lea l-au speriat pe Johan de Witt, iar contractul nu a fost finalizat. În același timp spaniolii au sugerat o alianță armată cu olandezii în cazul unei invazii franceze. Dar Johan de Witt și fratele său Cornelis de Witt considerau destul de slabă forța militară spaniolă, iar în momentul în care emisarul francez declară răspicat că o alianță olandeză cu Spania ar echivala cu o declarație de război, frații de Witt încep să se teamă mai mult de Franța decât de Spania. Deși negocierile franco-olandeze nu au dus la rezultate concrete, Ludovic al XIV-lea este convins de bunăvoința Provinciilor Unite. El a promis că va media conflictul cu Anglia și în cele din urmă a declarat război Angliei, chiar dacă marina franceză nu a fost angajată în mare măsură.
Prin urmare singurul potențial obstacol în fața expansiunii franceze rămâne Sfântul Imperiu Roman. Ca parte a Cercului Burgund, Țările de Jos Spaniole se află sub protecția Imperiului, datorită acordului de la Augsburg din 1548 dintre Imperiu și Sfântul Împărat Roman Carol Quintul (care fusese de asemenea rege al Spaniei), acord în urma căruia Imperiul le datorează asistență în caz de agresiune. În cazul unui atac Statul Imperial al Reichstagului ar putea declara război Franței. Cu toate acestea diplomații francezi doreau să elimine această amenințare. În acest scop ei s-au folosit de membrii Ligii Rinului. Tratatele bilaterale au fost încheiate cu Episcopia de Münster, Arhiepiscopia Mainz, Palatinatul Neuburg, Margrafiatul Brandenburgului și Electoratul Köln. Principii germani se angajează să nu permită trecerea trupelor pe teritoriile lor pentru a ataca Franța sau Țările de Jos. Astfel planificată, campania franceză era protejată de o intervenție a Imperiului din est.
Pe 8 mai 1667 Ludovic al XIV-lea trimite la curtea spaniolă o declarație prin care își repetă cererile. Această declarație este anunțată la toate curțile din Europa de către ambasadorii francezi. Aceștia doresc să prezinte campania Regelui Soare nu ca o invazie, ci ca o intrare pe teritoriile ce îi aparțineau în mod legal. Regele însuși a numit campania o călătorie.

## Războiul

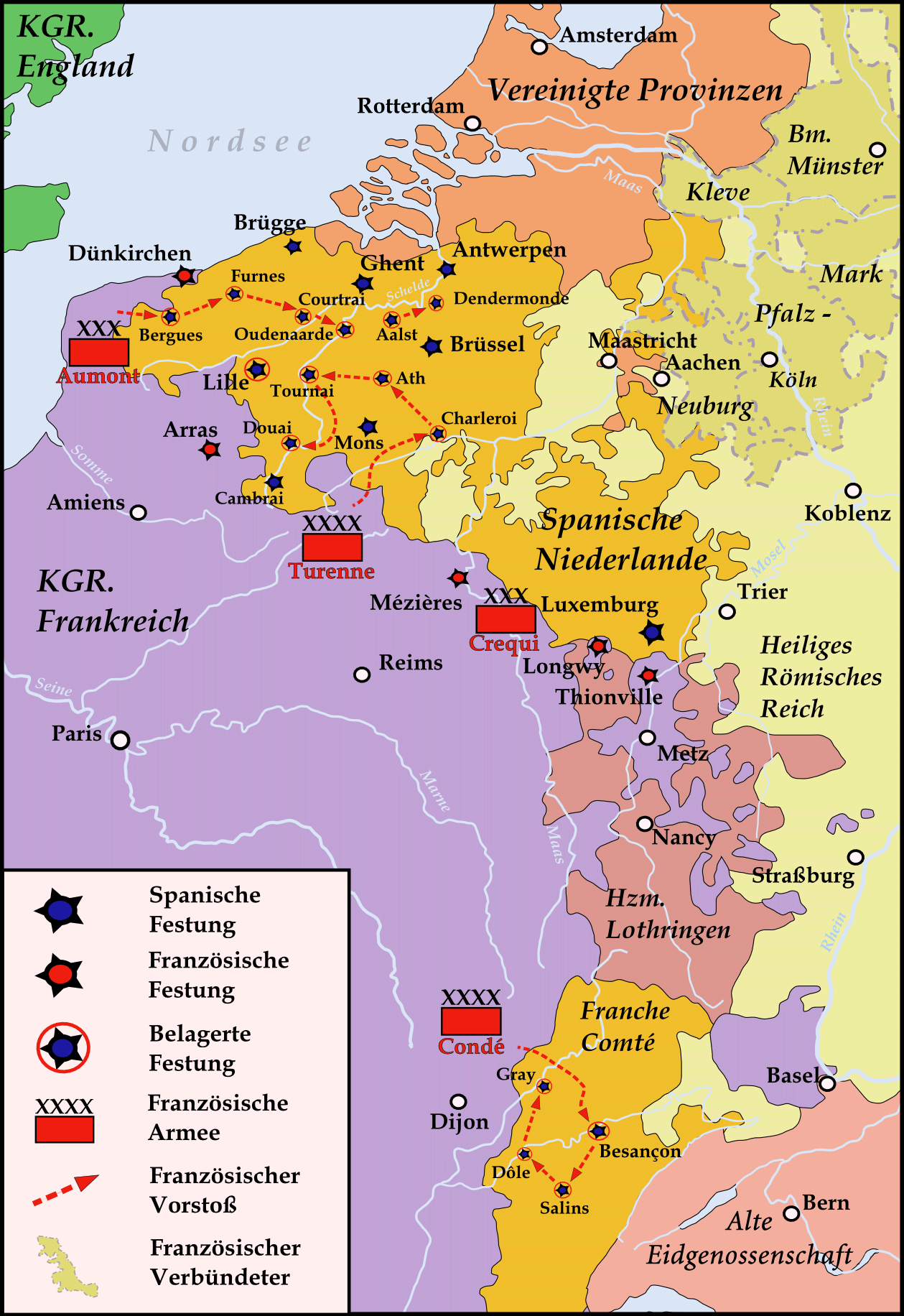
Hartă ce arată desfăşurarea războiului

După Tratatul de la Pirinei forţele armate franceze au fost reduse drastic pentru a limita costurile. În 1665 armata franceză era compusă din 50000 de soldaţi. În scurt timp Colbert, abilul ministru de finanțe francez face ca numărul soldaţilor să ajungă la 82000. În primăvara anului 1667, 51000 de soldaţi francezi mărşăluiesc între Mézières şi mare. Corpul principal alcătuit din 35000 de oameni este condus de însuşi Ludovic al XIV-lea însoţit de Mareşalul Turenne. La stânga lor se află corpul de armată condus de Antoine d'Aumont de Rochebaron ce avansează de-a lungul coastelor Canalului Mânecii. Un al treilea corp condus de general-locotenentul François de Créqui ,protejează flancul drept al armatei principale. 

### Campania în Țările de Jos Spaniole
Pe 24 mai 1667 cele trei corpuri de armată invadează teritoriul spaniol în așa fel încât prin superioritatea lor numerică să împiedice inamicul să se concentreze pe o singură coloană. Țările de Jos Spaniole sunt slab pregătite și nu se pot aștepta la un ajutor în viitorul apropiat din partea patriei mamă. Numărul mic de trupe nu permit formarea unei armate de câmp, astfel forțele disponibile sunt împrăștiate în fortărețele din țară, pentru a rezista cât mai mult posibil. De aceea nu au avut loc mari bătălii, ci doar mici ciocniri și asedii.

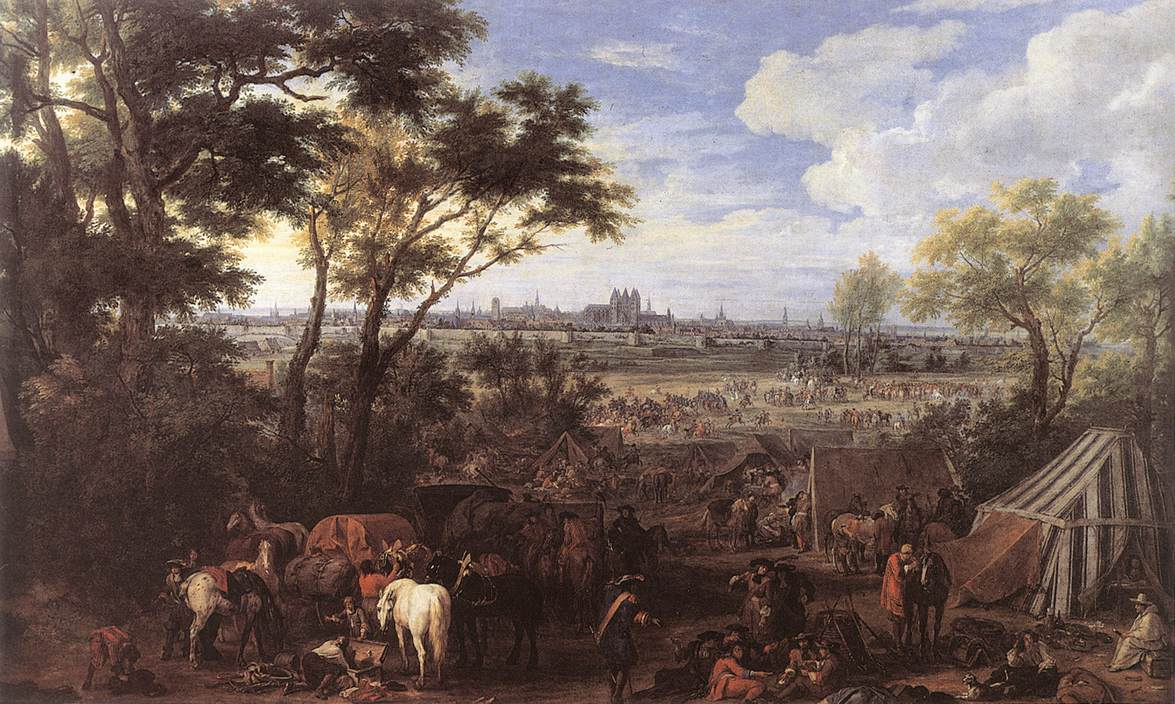
Asediul de la Tournai

Pe 10 mai Turenne preia comanda supremă a armatei franceze. Prima țintă este Charleroi, care datorită locației sale pe Sambre, domină legătura dintre sudul și nordul posesiunilor spaniole. Marchizul de Castel-Rodrigo nu dispune de mijloacele necesare pentru a păstra această poziție importantă și este nevoit să o abandoneze după distrugerea tuturor fortificațiilor. Turenne ocupă Charleroi pe 2 iunie și apoi este chemat inginerul șef Vauban, pentru a decide în ce ordine vor fi atacate Namur și Mons. Această decizie necesită timp, astfel armata franceză campează 10 zile lângă Charleroi. În cele din urmă Spania consolidează Namur și Mons, dar Turenne le ocolește și atacă Ath, surprinzându-i pe spanioli cu strategia lui. Orașul este cucerit pe 16 iunie. Obiectivul lui Turenne se află acum în centrul Flandrei: Lille. Dar acesta este apărat de orașele Bruges, Gent, Namur și Bruxelles. Deci se întoarce spre Tournai: pe 21 iunie armata franceză se află la porțile orașului și îl înconjoară. Câteva zile mai târziu acesta se predă, iar pe 25 iunie francezii intră în oraș.
Apoi armata franceză mărșăluiește spre vest de-a lungul Scheldt-ului și asediază cu succes Douai, între 1 și 7 iulie. Între timp în nord, corpul mareșalului d'Aumont de Rochebaron cucerește orașele Bergues (6 iunie]] și Veurne (12 iunie). După aceea Turenne atacă Courtrai și îl cucerește pe 18 iulie, iar la scurt timp (29-31 iulie) Oudenaarde se predă mareșalului d'Aumont; urmează apoi fortul Scarpe și orașul Armentieres.

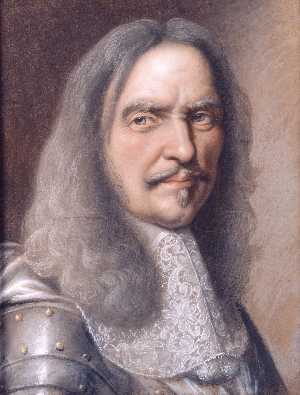
Mareşalul Turenne

Datorită avansului francezilor, principalele fortărețe spaniole Ypres, Mons și Lille sunt izolate. Cu toate acestea, Turenne în loc să asedieze aceste cetăți, decide să avanseze spre Anvers pentru a exploata punctele slabe ale spaniolilor. Dar această încercare nu are succes la Dendermonde, între Bruxelles și Gent. Această mică fortăreață reușește să țină piept francezilor. Prin urmare Turenne se retrage la începutul lunii august, trece prin Oudenaarde și se îndreaptă spre Lille. După 18 zile de asediu, Lille capitulează. În schimbul capitulării garnizoana spaniolă cere libera lor circulație, cerere ce este acceptată imediat de francezi. Acum Turenne se angajează în altă manevră: pe 12 septembrie cucerește Aalst rupând astfel liniile de legătură cu Gent și Bruxelles. A doua zi Mons capitulează. Pe 13 septembrie 1667 campania din Flandra se încheie.
Succesul rapid al francezilor în această campanie îi șochează pe englezi și îi îngrijorează pe olandezi.
În Spania deja în iunie începuseră pregătirile pentru a trimite o forță militară în Flandra. Guvernul îl desemnase drept comandant al acestei armate pe Juan José de Austria. Acesta, cu reputația pătată după o serie de înfrângeri în războiul împotriva Portugaliei, evaluează cu pesimism situația din Flandra și continuă să amâne plecarea. În final datorită unor serii de complicații în politica internă, această armată nu sosește niciodată în Flandra.